# Марокко на летних Олимпийских играх 2000
Марокко принимала участие в Летних Олимпийских играх 2000 года в Сиднее (Австралия) в десятый раз за свою историю, и завоевала одну серебряную и четыре бронзовые медали. Сборную страны представляли 55 спортсменов.

## 02!Серебро
- Лёгкая атлетика, мужчины, 1500 метров — Хишам Эль-Герруж.

## 03!Бронза
- Лёгкая атлетика, мужчины, 5000 метров — Брагим Лаглафи.
- Лёгкая атлетика, мужчины, 3000 метров с препятствиями — Али Эззине.
- Лёгкая атлетика, женщины, 400 метров с препятствиями — Нужа Бедуане.
- Бокс, мужчины — Тахар Тамсамани.

## Состав олимпийской сборной Марокко

### Дзюдо
Спортсменов — 2
Соревнования по дзюдо проводились по системе на выбывание. В утешительные раунды попадали спортсмены, проигравшие полуфиналистам турнира. Два спортсмена, одержавших победу в утешительном раунде, в поединке за бронзу сражались с проигравшими в полуфинале.
Мужчины
| Соревнование | Спортсмены       | Первый раунд       | Второй раунд                      | 1/8 финала           | Четвертьфинал        | Полуфинал            | Финал                | Место |
| Соревнование | Спортсмены       | Соперник Результат | Соперник Результат                | Соперник Результат   | Соперник Результат   | Соперник Результат   | Соперник Результат   | Место |
| ------------ | ---------------- | ------------------ | --------------------------------- | -------------------- | -------------------- | -------------------- | -------------------- | ----- |
| до 60 кг     | Абделуахед Чорфи | Не участвовал      | Э. Деспецелль (FRA) П 0000 — 0200 | Завершил выступление | Завершил выступление | Завершил выступление | Завершил выступление | —     |
| до 81 кг     | Адиль Бельгайд   | Не участвовал      | Ц.-А. Очирбат (MGL) П 0000 — 0010 | Завершил выступление | Завершил выступление | Завершил выступление | Завершил выступление | —     |